# Mystifikace
Mystifikace je úmyslné klamání, šíření nepravdivých zpráv, předstírání něčeho, rozšíření nepravdivé zprávy k oklamání veřejnosti. Slovo mystifikace pochází z řečtiny (mystikos) a původní význam pojmu byl tajuplný.

## Význam pojmu
Mystifikace je ve skutečnosti manipulovanou polopravdou (katapultace výjimky na úroveň pravidla) nebo „objektivní polopravdou“ (zamlžování skutečností na základě nedostatečných znalostí nebo inteligenčních schopností). V druhém případě se jedná o polopravdu neúmyslnou.